# IC 3631
IC 3631 је лентикуларна галаксија у сазвјежђу Дјевица која се налази на листи објеката дубоког неба у Индекс каталогу.
Деклинација објекта је + 12° 58' 28" а ректасцензија 12h 39m 47,9s. Привидна величина (магнитуда) објекта IC 3631 износи 13,2 а фотографска магнитуда 14,1. IC 3631 је још познат и под ознакама UGC 7825, MCG 2-32-169, CGCG 70-204, VCC 1809, NPM1G +13.0314, PGC 42389.